# Самойловське сільське поселення (Ленінградська область)
Самойловське сільське поселення — муніципальне утворення у складі Бокситогорського району Ленінградської області. Адміністративний центр — селище Совхозний. На території поселення розташовано 29 населених пунктів.

## Склад
В склад поселення входять 3 селища, 1 містечко та 25 присілків:
| Населений пункт | Тип нп   | Населення, осіб (2003) |
| --------------- | -------- | ---------------------- |
| Совхозний       | селище   | 776                    |
| Вельє           | присілок | 9                      |
| Верхов'є        | присілок | 6                      |
| Володіно        | присілок | 5                      |
| Горка           | присілок | 6                      |
| Григоркіно      | присілок | 1                      |
| Дуброва         | присілок | 5                      |
| Замош'є         | присілок | 0                      |
| Заручев'є       | присілок | 2                      |
| Захожі          | присілок | 12                     |
| Казенне Село    | присілок | 10                     |
| Карповська      | присілок | 3                      |
| Коли            | селище   | 454                    |
| Косково         | присілок | 0                      |
| Окулово         | присілок | 38                     |
| Осиновка        | присілок | 2                      |
| Пашкеєво        | присілок | 7                      |
| Плутіно         | присілок | 1                      |
| Подборов'є      | присілок | 1                      |
| Рязанський Шлюз | містечко | 3                      |
| Самойлово       | присілок | 98                     |
| Сара            | присілок | 0                      |
| Селіваново      | присілок | 17                     |
| Слизиха         | присілок | 7                      |
| Чудці           | присілок | 36                     |
| Чудці           | селище   | 36                     |
| Сичово          | присілок | 4                      |
| Угол            | присілок | 1                      |
| Фініково        | присілок | 5                      |